# VyStar Veterans Memorial Arena
Die VyStar Veterans Memorial Arena (Spitzname: The Vet) ist eine Mehrzweckhalle in der US-amerikanischen Stadt Jacksonville im Bundesstaat Florida. Die Halle liegt direkt neben dem Baseballstadion 121 Financial Ballpark und nur wenige hundert Meter westlich des TIAA Bank Field, dem Stadion der Jacksonville Jaguars aus der National Football League (NFL).

## Geschichte
Die 2003 fertiggestellte Mehrzweckhalle wurde als Ersatz für das Jacksonville Memorial Coliseum von 1960 erbaut. Es ist mit maximal 15.000 Sitzplätzen je nach Veranstaltung ausgestattet. Das erste Konzert gab Elton John im November 2003.

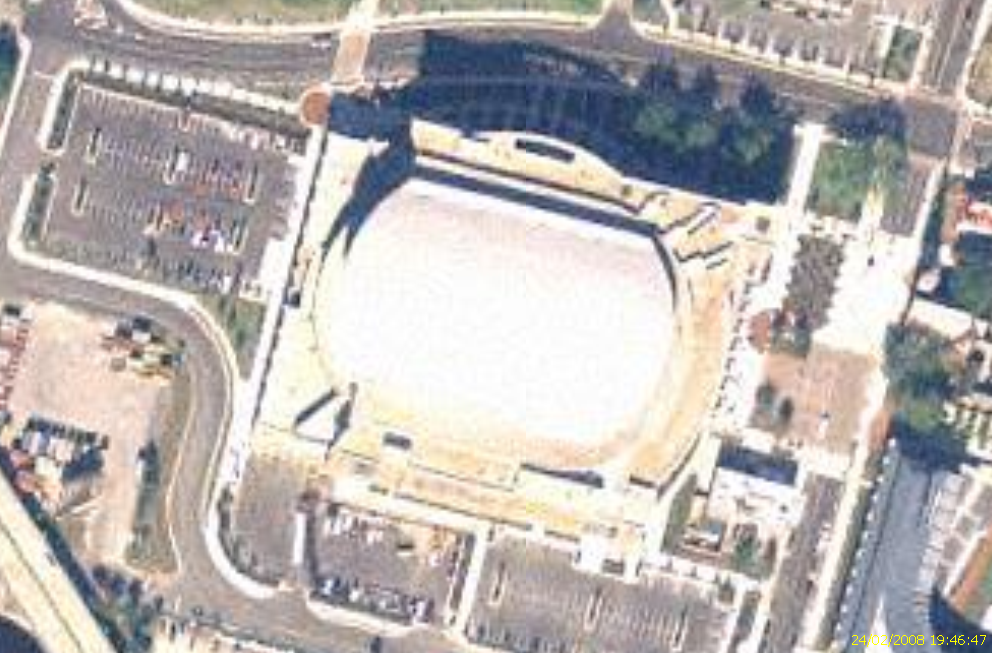
Satellitenbild der VyStar Veterans Memorial Arena

Die Jacksonville Veterans Memorial Arena ist seit 2010 Heimat der Jacksonville Sharks aus der AFL. Die Basketball-Mannschaft der Jacksonville Dolphins (seit 2003) treten ebenso wie die Jacksonville Giants der ABA (seit 2010) in The Vet an. Vier Jahre von 2003 bis 2007 war auch das Eishockeyteam der Jacksonville Barracudas der SPHL in der Arena heimisch. In der Halle wurde am 26. Februar das All-Star-Game 2010/11 der ABA ausgetragen. 2012 trugen das Lacrosse-Team der Jacksonville Bullies aus der PLL ihre Spiele in der Veterans Memorial Arena aus.
Zahlreiche Veranstaltungen verschiedener Art waren in der Arena in Jacksonville zu Gast. Neben den Musikkonzerten wie der des Trans-Siberian Orchestra gab z. B. das Zirkus-Unternehmen Ringling Bros. and Barnum & Bailey Circus mehrere Vorstellungen. Die Wrestlingliga WWE war 2007 mit dem WWE One Night Stand zu Gast oder auch Rodeos, Bullenreiten oder Comedy-Auftritte wie The Royal Comedy Tour. Am 5. März 2011 fand der Kunstturn-Wettbewerb AT&T American Cup in der Jacksonville Veterans Memorial Arena statt.
Im März 2019 wurde die Genossenschaftsbank VyStar Credit Union aus Jacksonville Namenssponsor der Halle und sie heißt seitdem VyStar Veterans Memorial Arena. Der Vertrag hat eine Laufzeit von 15 Jahren.